# Бравски Ваганац (Петровац)
Бравски Ваганац је насељено мјесто у општини Петровац, Република Српска, БиХ. Према попису становништва из 2013. ово мјесто је без становника, а према попису становништва из 1991. у насељу је живјело 98 становника.

## Становништво
| Демографија | Демографија | Демографија |
| Година      | Становника  | Становника  |
| ----------- | ----------- | ----------- |
| 1948.       | 365         |             |
| 1953.       | 340         |             |
| 1961.       | 340         |             |
| 1971.       | 225         |             |
| 1981.       | 159         |             |
| 1991.       | 98          |             |